# Maurice Roche, 4. Baron Fermoy

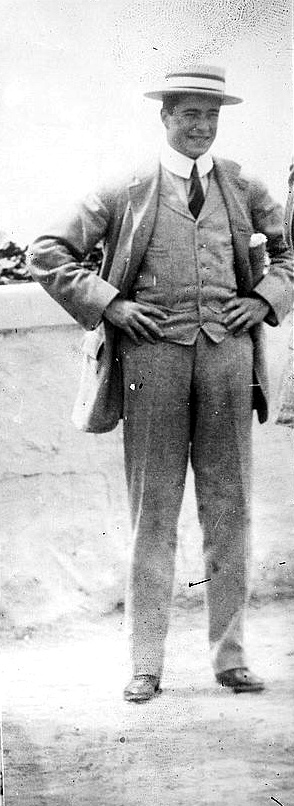
Maurice Roche, um 1915

Edmund Maurice Burke Roche, 4. Baron Fermoy (* 15. Mai 1885; † 8. Juli 1955) war ein britischer Adliger und Politiker.

## Leben
Er war der älteste Sohn des Unterhausabgeordneten James Roche, 3. Baron Fermoy und dessen Frau Frances Ellen Work.
Er schloss sein Studium an der Harvard University in den Vereinigten Staaten als Bachelor of Arts ab und diente als Flight Lieutenant in der Royal Air Force.
Beim Tod seines Vaters erbte er am 30. Oktober 1920 dessen Adelstitel Baron Fermoy, of Fermoy in the County of Cork. Dieser zur Peerage of Ireland gehörende Titel war nicht unmittelbar mit einem Sitz im House of Lords verbunden, weshalb Lord Fermoy bei Wahlen zum House of Commons kandidieren konnte. Von Oktober 1924 bis November 1935 und erneut von Februar 1943 bis Juli 1945 war er als Abgeordneter der Conservative Party für den Wahlbezirk King’s Lynn in Norfolk Mitglied des House of Commons. 1931 hatte er auch das Amt des Bürgermeisters der Stadt King’s Lynn inne.

## Ehe und Nachkommen
1931 heiratete er die Konzertpianistin Ruth Sylvia Gill (1908–1993). Mit ihr hatte er zwei Töchter und einen Sohn:
- Hon. Mary Cynthia Burke Roche (* 1934), ⚭ (1) 1954 Hon. Sir Anthony Berry, 1966 geschieden, ⚭ (2) 1973 Denis Roche Geoghegan, 1980 geschieden, ⚭ (3) 1981 Michael Robert Fearon, 1989 geschieden;
- Hon. Frances Ruth Burke Roche (1936–2004), ⚭ (1) 1954 Edward Spencer, 8. Earl Spencer, 1969 geschieden, ⚭ (2) 1969 Peter Shand Kydd, 1990 geschieden;
- Edmund James Burke Roche, 5. Baron Fermoy (1939–1984), ⚭ 1964 Lavinia Frances Elizabeth Pitman.

Als er 1955 starb, erbte sein Sohn Edmund seinen Adelstitel.
Seine Tochter Frances wurde in erster Ehe 1961 Mutter von Diana, Princess of Wales. Maurice Roche ist somit ihr Großvater und Urgroßvater der Prinzen William und Harry.
Lord Fermoy hatte bereits seit den 1930er Jahren das Park House auf dem königlichen Gut Sandringham House von König Georg V., mit dem er befreundet war, gemietet. Dort wurde seine Enkelin Diana 1961 geboren. Seine Witwe Lady Ruth Fermoy wurde 1956 zur Hofdame der verwitweten Königinmutter Elizabeth ernannt und übte ihr Hofamt als Woman of the Bedchamber bis an ihr Lebensende aus.